# Ted Horn
Ted Horn, egentligen Eylard Theodore von Horn, född 27 februari 1910 i Cincinnati, Ohio, USA, död 10 oktober 1948 i Du Quoin, Illinois, USA, var en amerikansk racerförare.

## Racingkarriär
Horn fick ett ovanligt "straff" när han blev tagen för fortkörning av en polis i Kalifornien, då polisen tog honom till San Jose Speedway, som hade förarbrist, och lät honom prova racingbilar, för att han skulle få utlopp för sin förkärlek att köra snabbt. Horn lärde sig därefter snabbt att köra, men skadade sig allvarligt i en olycka, och blev brännskadad, samt fick allvarliga ryggskador. Han lovade sina föräldrar att han aldrig mer skulle köra racerbil, men han återvände till sporten några år senare, och imponerade på den tidens stormästare Louis Meyer, genom att nästan besegra honom i en lokal tävling. 
Horn åkte sedan till östra delen av landet för att börja tävla i de stora tävlingarna, och inledde 1936 en hittills obesegrad svit, genom att vara bland de fyra bästa i Indy 500 nio gånger i rad, även om racet var inställt på grund av andra världskriget, delar av tiden. Han var frivillig soldatkandidat för kriget, men valdes inte ut, på grund av sina tidigare skador ådragna under tävlingskörning. Efter krigsslutet hade Horn blivit en komplett förare, som klarade av att vinna det nationella mästerskapet tre gånger i rad, säsongerna 1946, AAA National Championship Trail 1947, samt 1948. 
Han lyckades dock aldrig vinna Indianapolis 500, och är en av de absolut mest framgångsrika förarna i tävlingen och amerikansk formelbilsracing som inte gjort så. Han skadades svårt i slutet av 1948 års säsong på DuQuoin State Fairgrounds Racetrack i Illinois, då en hjulspindel på hans racingbil gick sönder. Han avled samma dag på Marshall Browning Hospital, 38 år gammal.